# Musculus gastrocnemius
Der Musculus gastrocnemius, auch „zweibäuchiger Wadenmuskel“, „Unterbein“ oder Zwillingswadenmuskel genannt, ist ein Skelettmuskel der unteren Extremität, genauer des Unterbeins. Er arbeitet eng mit dem Schollenmuskel (Musculus soleus) zusammen, sie sind bei den Wirkungen auf das Sprunggelenk Synergisten und werden auch als Musculus triceps surae zusammengefasst. Der Musculus gastrocnemius bestimmt als oberflächlicher, direkt unter der Haut gelegener Muskel das Relief der Wade. Der unter ihm liegende Musculus soleus trägt aber bei seiner Anspannung wesentlich zur Wölbung der Wade bei.

## Etymologie
Der Begriff gastrocnemius ist die latinisierte Form von altgriechisch γαστροκνήμη gastroknḗmē, der Zusammenziehung aus altgriech. γαστἠρ gastḗr, deutsch ‚Magen, Bauch, Unterleib‘, und altgriech. κνἠμη knḗmē, deutsch ‚Bein, Unterschenkel, Schienbein und Wade‘. Altgriechisch γαστροκνήμιον gastroknḗmion bedeutet also etwa ‚der Bauch des Unterschenkels‘ oder auch der ‚Bauch des Schienbeines‘, aber auch ‚der Wadenmuskel‘ oder kurz ‚die Wade‘, wegen „der bauchigen Form des am Schienbeine hervortretenden Fleisches“.

## Ursprung und Ansatz
Der Muskel besitzt zwei Muskelköpfe, Caput mediale (innerer [Muskel-]Kopf) und Caput laterale (seitlicher [Muskel-]Kopf), die beidseits am unteren Teil des Oberschenkelknochens entspringen.
Bei den Raubtieren ist in die beiden Ursprungssehnen des Muskels je ein kleines Sesambein (Os sesamoideum musculi gastrocnemii) eingelagert. Es wird auch als Fabella oder Vesalisches Sesambein bezeichnet. Die Fabella tritt im lateralen Kopf in 10 bis 20 % der Fälle auch beim Menschen auf, selten in beiden Köpfen. Unter den beiden Ursprungssehnen liegt beim Menschen jeweils ein Schleimbeutel, die Bursa subtendinea musculi gastrocnemii medialis und lateralis, die mit der Kniegelenkshöhle kommunizieren.
Unterer Ansatz des Muskels ist das Fersenbein (Calcaneus). Die gemeinsame Sehne (Achillessehne) von Musculus gastrocnemius und Musculus soleus verläuft zu diesem hinteren Vorsprung des Fußes, der einen Hebel bildet und dadurch potentiell viel Kraft auf das Sprunggelenk übertragen kann. Die tatsächlich auf das Sprunggelenk ausgeübte Kraft hängt von der Länge des Hebels, d. h. des Abstands zwischen Sprunggelenksachse und Ansatz der Sehne, ab.
Bei Schlachttieren ist der Muskel Teil der Unterschale.

## Funktion
Als an zwei Gelenken wirkender Muskel hat er zahlreiche Funktionen:
- Beugung des Fußes (d. h. Abwinkeln des Fußes nach unten): Hierbei wirkt er synergistisch mit dem anderen Fußbeuger, dem Musculus soleus (Schollenmuskel). Zusammen werden sie auch als Musculus triceps surae bezeichnet. Aus anatomisch-systematischen Gründen wird das, was jeder Mensch aufgrund der Anschauung als Streckung bezeichnen würde, als Beugung (Plantarflexion) bezeichnet. Beim Tier wird dies als Streckung des Sprunggelenks bezeichnet.[6]
- Beugung des Kniegelenks (offene kinematische Kette): bei der isolierten Kniebeugung (Sprunggelenk frei beweglich), zum Beispiel an der leg-curl-Maschine, wirkt der M. gastrocnemius Knie-beugend.
- Beugung des Kniegelenks (geschlossene kinematische Kette): bei Fixierung des Sprunggelenks durch von außen wirkende Kräfte oder Antagonisten des Musculus gastrocnemius, kann der Muskel beim Heranziehen der Ferse an das Gesäß mitwirken.
- Eine weitere Aufgabe ist die Supination des Fußes.
- In der Literatur wird gelegentlich auch eine wesentliche Beteiligung an der Innenrotation des Unterschenkels durch den inneren Kopf des Musculus gastrocnemius angegeben.

Mit seiner Hauptfunktion, dem Abwinkeln des Fußes nach unten, besitzt der Muskel eine herausragende Funktion beim Gehen, Laufen und Springen, aber auch bei technisch unterstützten Formen der Fortbewegung wie dem Radfahren und sportlichem Rudern. Diese Funktion spielt vor allem im Sport dann eine überragend wichtige Rolle, wenn ein Vortrieb wie beim Laufen und Radfahren erzeugt werden soll, ohne dass die gesamte Fußsohle die Kraft auf den Boden bzw. die Pedale überträgt, sondern nur der Ballen. Der M. gastrocnemius wird unterstützt vom M. soleus, der einen höheren Gehalt an Typ-I-Muskelfasern und einen geringeren Anteil an Typ-II-Muskelfasern hat als der M. gastrocnemius, weshalb der M. soleus primär für Halte- und Stützmotorik zuständig ist, wohingegen der stärkere Flexor des Unterschenkels der M. gastrocnemius ist.

## Innervation
Der Musculus gastrocnemius wird vom Nervus tibialis, einem Ast des Nervus ischiadicus, innerviert.

## Klinik
Ein Ausfall des Musculus gastrocnemius ist typisches Zeichen der Dancing Dobermann Disease, einer seltenen neurologischen Erkrankung bei Pinschern.